# Robert Taft junior

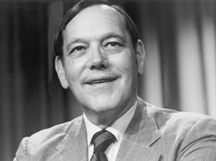
Robert Taft

Robert Taft Jr. (* 26. Februar 1917 in Cincinnati, Ohio; † 7. Dezember 1993 ebenda) war ein US-amerikanischer Politiker der Republikanischen Partei. Von 1963 bis 1965 und von 1967 bis 1971 war er Mitglied des Repräsentantenhauses der Vereinigten Staaten für den 1. und den 24. Kongressdistrikt des Bundesstaates Ohio. Von 1971 bis 1976 saß er für Ohio im Senat.

## Familie
Robert Taft wurde in Cincinnati als Sohn des Senators Robert A. Taft geboren. Sein Großvater war der 27. Präsident der Vereinigten Staaten William Howard Taft. Sein Sohn Bob Taft war von 1999 bis 2007 Gouverneur von Ohio. 
Er trägt nicht wie sein Vater das Mittelinitial. Sein Vater wird als Robert Alphonso Taft I bezeichnet, sein Sohn Bob als Robert Alphonso Taft II. Er wird daher umgangssprachlich Robert Taft junior genannt, obwohl es im eigentlichen Sinne keinen Robert Taft senior gibt.

## Biografie
Taft studierte an der Yale University und der Harvard University. In Yale war er Mitglied der Studentenverbindung Delta Kappa Epsilon. Im Zweiten Weltkrieg diente er in der US Navy, zuletzt im Rang eines Offiziers. Nach dem Ende des Krieges war er in der Anwaltskanzlei seines Vaters in Cincinnati tätig. Von 1955 bis 1962 war er Mitglied des Repräsentantenhauses von Ohio. 
Daraufhin war er bis 1965 Vertreter des 24. Distrikts von Ohio im US-Repräsentantenhaus. Er kandidierte für einen Sitz im Senat, musste sich jedoch Stephen M. Young geschlagen geben. 1967 gelang ihm der Einzug ins House erneut, diesmal für den 1. Distrikt. Seinen Sitz hatte er bis 1971 inne. Er bewarb sich dann erneut um einen Sitz im Senat. Er setzte sich gegen Howard Metzenbaum durch und vertrat Ohio bis 1976 als  Senator. Sein Mandat gab er sechs Tage vor Ende seiner Amtszeit auf um wieder als Rechtsanwalt arbeiten zu können. 